# Muzion
Muzion est un groupe de hip-hop québécois, originaire de Montréal. Les membres ont des origines haïtiennes et se composent de Dramatik, Imposs et J.Kyll (les derniers sont frère et sœur). À cette période, des projets solos sont publiés par certains des membres, comme Imposs avec son album Mon poing d'vue. Muzion est l'un des groupes pionniers du rap québécois.

## Biographie
Le groupe est fondé dans l'arrondissement de Villeray–Saint-Michel–Parc-Extension à Montréal en 1996. Il donne ses premières prestations sur les scènes de la métropole, Muzion se fait rapidement remarquer pour ses propos réalistes et son style unique. La même année, Muzion est invité aux Francofolies de La Rochelle en France. En 1998, le groupe signe avec BMG Entertainment. Le groupe fut récompensé par l'ADISQ avec le Prix Félix pour l'album hip-hop de l'année à deux reprises (en 2000 et 2003). Un certain prestige fut aussi acquis par le groupe après avoir fait la première partie du collectif IV My People, un prolongement du groupe culte NTM, terminant leur tournée au Zénith de Paris. 
En 1999, Muzion publie son premier album studio intitulé Mentalité Moune Morne… (Ils n'ont pas compris),. La même année, le groupe joue au festival CREAM en compagnie de Moby et Daft Punk, et part en tournée avec des grands noms du hip-hop canadien (Rascalz, Choclair, Rahzel…) et fait l’ouverture d'Eminem et de NTM.
Entre 2000 et 2001, Muzion part en tournée autour de toute la France avec Kool Shen, culminant avec un spectacle impressionnant au Zénith de Paris.
Muzion a reçu plusieurs collaborations importantes, comme avec Wyclef Jean pour la pièce 24 heures à vivre tiré de l'album Welcome to Haiti: Creole 101. Muzion avait ouvert pour ce même Wyclef, se méritant en plus un Prix Miroir pour la meilleure performance de la chanson d’expression française au festival d'été de Québec de 2004, durant lequel ils jouent devant 50 000 fans. Wyclef Jean invite de nouveau Muzion à se produire avec lui pour le Festival d'été international de Québec en 2008, ainsi qu'à L'International de montgolfières de Saint-Jean-sur-Richelieu. En 2011, Wyclef Jean les invite au Festivent à Lévis (Saint-Jean-Chrysostome). Après cinq ans d'absence,, les membres se réunissent exclusivement pour une soirée sur scène le 18 décembre 2014 en hommage à leur ami décédé, Le Voyou,.
Le 21 juin 2019, le groupe annonce une réédition pour la première fois sur vinyle de leur premier album pour célébrer son vingtième anniversaire. Mentalité Moune Morne...(Ils n'ont toujours pas compris) XX sera disponible sur format 2LP noir, 2LP translucide édition limitée, CD et numérique via Sony Music Entertainment Canada dès le 26 juillet 2019.

## Discographie

### Collaborations
- 1999 : Rascalz - Témoin (sur l'album Global Warning)
- 2000 : Divers artistes (sur l'album  Berceau de l'Amérique vol.1')' - Tu veux hate?
- 2002 : K-OS - Incluant Kamau, Les Architeks, et Butta Babees - Heaven Only Knows (French Remix Single)
- 2004 : Wyclef Jean -24 Heures à vivre  (sur l'album Welcome to Haiti: Creole 101)
- 2005 : Manspino - Faut pas que j'lâche (sur l'album Well Enough to Be Ill)
- 2005 : Taktika - C'est pour ça qu'on vit (sur l'album L'affaire Taktika)
- 2006 : Anodajay - Tous nés pour mourir (sur l'album Septentrion)
- 2006 : OTMC - En toute sincérité (sur l'album Sincérité Volontaire)
- 2016 : GLD - Ma voix (sur l'album Laisse-moi faire ma musique)

## Vidéographie
- 1999 : Rien à perdre (réalisé par François Bégin)
- 2000 : Lounge With Us (Rock on) (réalisé par Bernard Nadeau)
- 2000 : La vi ti-nèg (réalisé par Bernard Nadeau)
- 2002 : Men Malad Yo! (réalisé par Jean-François Pilon)
- 2003 : C'est Pas Un Hasard (réalisé par Jean-François Pilon)
- 2004 : 24 heures à vivre (réalisé par Bernard Nadeau)

## Distinctions
- 2000 : Lauréat pour le prix Félix pour « Album francophone hip-hop de l'année » pour l'album Mentalité Moune Morne, gala ADISQ
- 2000 : Nomination pour le prix Félix pour « Auteur-compositeur de l’année » pour l'album Mentalité Moune Morne, gala ADISQ
- 2000 : Nomination pour le prix Félix pour '« Groupe de l’année » au gala ADISQ
- 2000 : Lauréat du prix « Artiste hip-hop de l’année » au gala MIMI’s
- 2000 : Nomination « Vidéo francophone de l’année » pour la vidéo de la chanson La vi ti-nèg aux Much Music Awards
- 2003 : Lauréat pour le prix Félix pour « Album francophone hip-hop de l'année » pour l'album J'Rêvolutionne, Gala ADISQ
- 2003 : Lauréat du prix « Album francophone de l’année » aux Urban Music Awards
- 2004 : Lauréat du prix Miroir pour la « meilleure performance de la chanson d’expression française » au festival d'été de Québec
- 2004 : Lauréat du prix Francophone Record of the Year Canadian aux Urban Music Awards
- 2004 : Lauréat du prix pour le « vidéoclip de l’année » au Gala MU pour la chanson 24 heures à vivre au Gala MU